# Ilhéu Caroço
Ilhéu Caroço, és una illa del golf de Guinea. L'illot està situat al sud-est de la costa de l'illa de Príncipe, una de les illes que formen la república de São Tomé i Príncipe. L'illot és deshabitada (2008 est.).